# Chancy

Chancy é uma comuna suíça do Cantão de Genebra que tem Avully e Avusy a Norte e Esta. A Sul a e Oeste a França, mas com o País de Gex a Oeste e a Alta Saboia a Sul, e com o  Rio Ródano a fazer  de fronteira natural a Este.
Chancy tem a particularidade de ser a comuna mais a Sudoeste do cantão e o local onde o Ródano deixa o território Helvético .
Segundo o Departamento Federal de Estatísticas, Chancy ocupa uma superfície de 5.36 km2 com uma cobertura agrícola de 32 % e unicamente 11 % habitável. 
Como todas as comunas com fronteira com o País de Gex, Chancy sofreu das guerras entre os senhores de Genebra e os de Gex tendo passado de um ao outro segundo as influências. Além disso era na altura um ponto de passagem importante entre Genebra e Lyon na estrada que passava pelo Fort-l'Ecluse, pois era por lá  que se acedia à margem direita do Ródano. Essa a razão porque depois da passagem por barco, que era perigosa porque num desfiladeiro, se tem vindo a construir pontes desde 1424 e o último em ferro foi construído em 1907.